# Herstal
Herstal es una comuna de la región de Valonia, en la provincia de Lieja, Bélgica. A 1 de enero de 2019 tenía una población estimada de 39 989 habitantes.
La empresa armamentística FN Herstal tiene allí su sede. Es el lugar de nacimiento del poderoso franco mayordomo de palacio Pipino de Heristal y de su hijo ilegítimo, Carlos Martel, fundador de la dinastía carolingia. Es posible, incluso, que su nieto Carlomagno, también naciera allí.[cita requerida]

## Geografía
Herstal es una ciudad situada sobre el río Mosa, hoy prácticamente un suburbio de Lieja.

### Secciones del municipio
El municipio comprende los antiguos municipios, que se fusionaron en 1977:

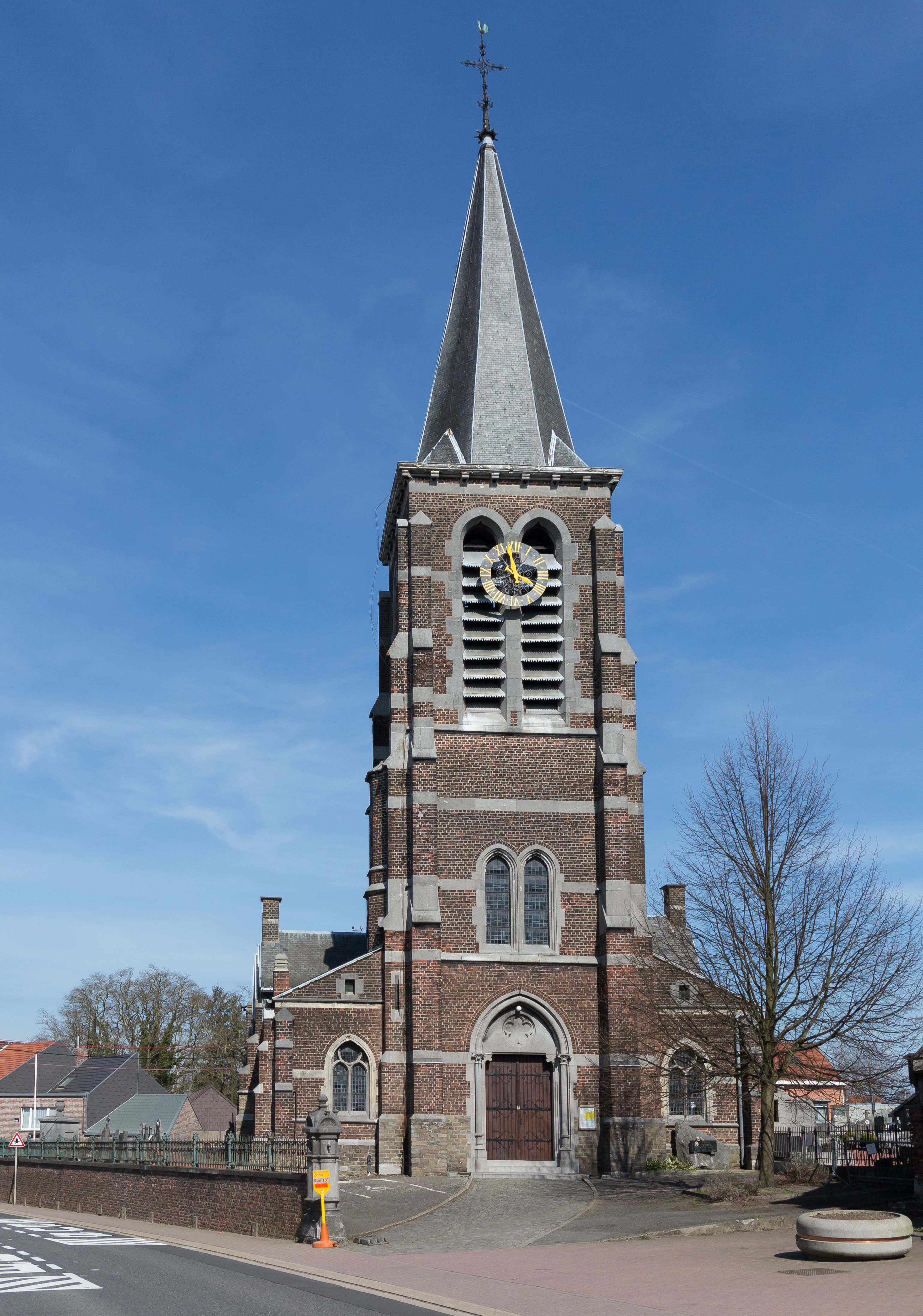
Iglesia Saint Remy en Liers

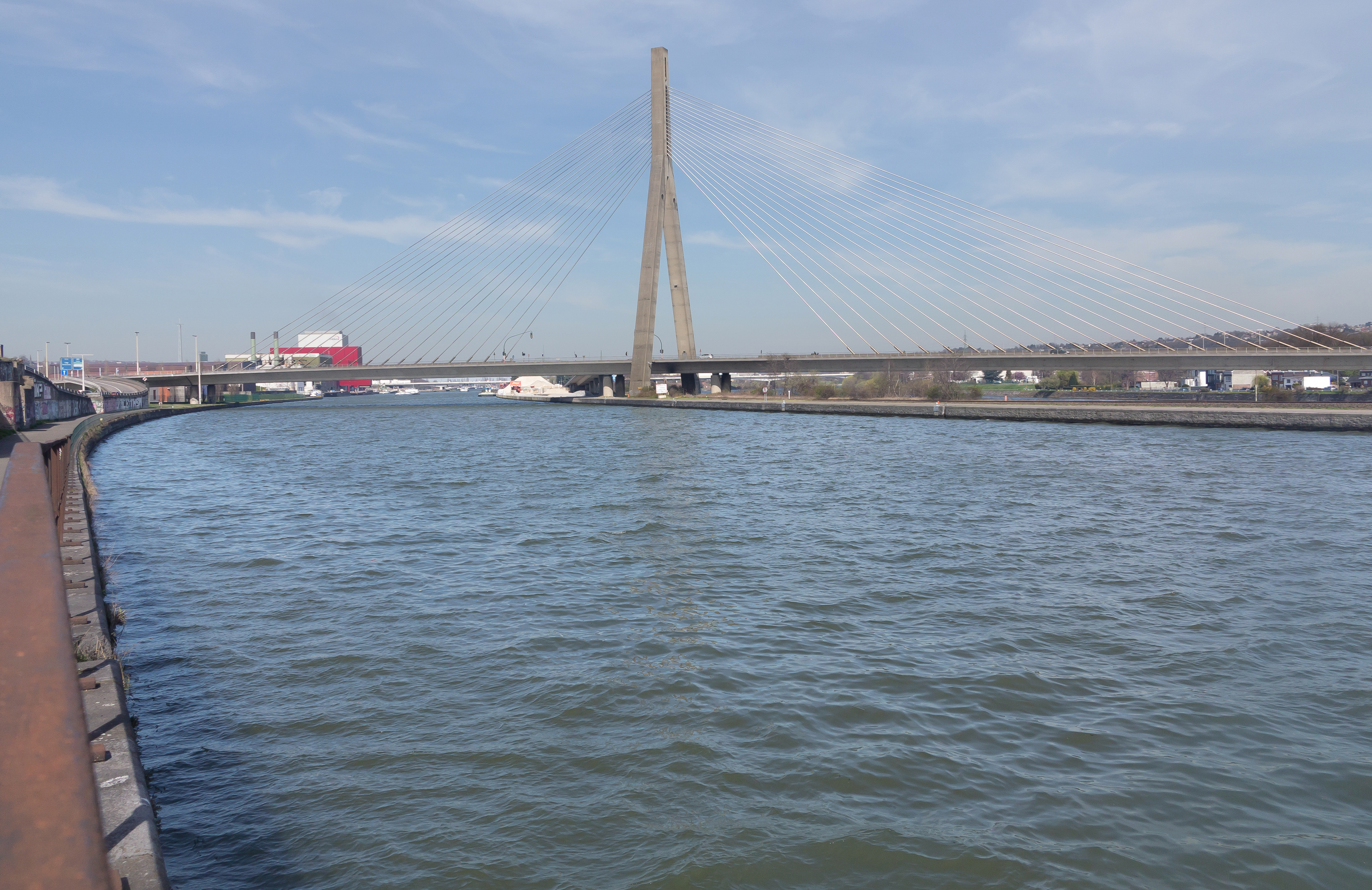
Puente Pont de Wandre cerca Herstal

| - Herstal - Vottem - Liers - Milmort |

## Demografía

### Evolución
Todos los datos históricos relativos al actual municipio, el siguiente gráfico refleja su evolución demográfica, incluyendo municipios después de efectuada la fusión el 1 de octubre de 2019
| Gráfica de evolución demográfica de Herstal entre 1846 y 2019 |
|                                                               |